# Фудбалски клубови Републике Српске
Фудбалски клубови Републике Српске су спортска фудбалска удружења са сједиштем и регистрацијом на територији Републике Српске. Фудбалски клубови могу да буду самостална спортска удружења или дио већих општих спортских друштава Републике Српске. Регистрација свих спортских, односно фудбалских удружења Републике Српске се врши у обласним институцијама Републике Српске, а у надлежности Министарства породице, омладине и спорта Републике Српске. Сви већи професионални и аматерски фудбалски клубови Републике Српске, који се такмиче у званичним фудбалским такмичењима, су чланови Фудбалског савеза Републике Српске. Република Српска има 285 регистрованих фудбалских клубова u сезони 2016/17.

## Фудбалско удружење или клуб
Фудбалски клубови на територији Републике Српске као регистрована и организована спортска удружења, односно правна лица, подлежу правилима матичног фудбалског савеза који руководи одредбама унутрашње организације, спортским етичким кодексима и такмичарским правилима спортског фудбала. 
Матични фудбалски савез који окупља све фудбалснке клубове на територији Републике Српске, и који организује спортска такмичења и суђења, је Фудбалски савез Републике Српске. 
Фудбалски савез Републике Српске сарађује са Министарством породице, омладине и спорта Републике Српске, које доноси препоруке, у посљедње вријеме у складу са законима Европске уније, на основу чега се доносе правила и препоруке за вођење, уређење и такмичење фудбалских клубова.

## Фудбалска такмичења Републике Српске
Фудбалски клубови Републике Српске учествују у фудбалским такмичењима која организује Фудбалски савез Републике Српске на различитим нивоима и у различитим областима Републике Српске. Клубови се у зависности од властитих спортских, односно фудбалских способноси квалификују у организованим такмичењима за бољи пласман, чиме се стварају претпоставке за прелазак из једне лиге у другу, односно вишу категорију. Професионални и аматерски клубови се такмиче у сљедећим фудбалским лигама, куповима и осталим фудбалским такмичењима на територији Републике Српске.
- Прва лига Републике Српске у фудбалу
- Друга лига Републике Српске у фудбалу

1. Друга лига Републике Српске „Запад“
2. Друга лига Републике Српске „Исток“

- Регионална лига Републике Српске у фудбалу, Трећа лига Републике Српске у фудбалу

1. Регионална лига Републике Српске „Запад“
2. Регионална лига Републике Српске „Центар“
3. Регионална лига Републике Српске „Исток“
4. Регионална лига Републике Српске „Југ“

- Четврта лига Републике Српске у фудбалу

1. Подручна лига Приједор
2. Подручна лига Градишка
3. Подручна лига Бања Лука
4. Подручна лига Добој
5. Подручна лига Посавина
6. Подручна лига Семберија
7. Подручна лига Бирач

- Пета лига Републике Српске у фудбалу

1. Међуопштинска лига Приједор
2. Општинска лига Градишка
3. Општинска лига Лакташи-Србац-Прњавор
4. Међуопштинска лига Добој
5. Међуопштинска лига Шамац-Модрича
6. Прва лига ОФС Брчко дистрикта
7. Општинска лига РС Угљевик
8. Прва Општинска лига Бијељина (Исток и Запад)

- Шеста лига Републике Српске у фудбалу

1. Друга Општинска лига Бијељина (Исток и Запад)

- Куп Републике Српске у фудбалу
- Прва лига Републике Српске у фудбалу за жене
- Куп Републике Српске у фудбалу за жене
- Прва лига Републике Српске у футсалу
- Друга лига Републике Српске у футсалу
- Куп Републике Српске у футсалу[2]

(Сезона 2016/2017.)

## Историја
Почеци фудбала на територији Републике Српске крећу са након аустроугарске окупације. Прве забиљежене фудбалске утакмице се дешавају почетком двадесетог вијека, пред сами Први свјетски рат. Најстарији и данас активни фудбалски клуб на подручју Републике Српске је ФК Славија из Источног Сарајева.

## Фудбалски клубови Републике Српске
Република Српска има 285 регистрованих фудбалских клубова који је такмиче у 25 фудбалских лига у Републици Српској а које организује Фудбалски савез Републике Српске. Три тима се такмиче у Премијер лиги Босне и Херцеговине, а преко ње и међународним такмичењима на европском нивоу.
| - БСК, Бања Лука - Боксит, Милићи - Борац, Шамац - Борац, Бања Лука |  | - Братство, Козинци (Градишка) - Гласинац, Соколац - Дрина, Зворник - Дрина ХЕ, Вишеград |

| - Козара, Градишка - Лакташи, Лакташи - Леотар, Требиње - Љубић, Прњавор |  | - Младост, Гацко - Модрича Максима, Модрича - Омладинац Лазарево (Бања Лука) - Пелагићево, Пелагићево - Пролетер, Теслић |

| - Радник, Бијељина - Романија, Пале - Рудар, Угљевик - Рудар, Приједор |  | - Славија, Источно Сарајево - Слобода, Нови Град - Слога, Добој - Слога, Трн (Лакташи) - Сутјеска, Фоча |

| - Јединство, Брчко - Фамос, Војковићи (Источно Сарајево) - ФК Црвена земља, Нова Вес (Србац) - Локомотива, Брчко |  | - Врањак, Врањак (Модрича) - Пелагићево, Пелагићево |

## Прва лига Републике Српске у фудбалу

### Прва лига Републике Српске 2016/2017.
- ФК Борац, Бања Лука
- ФК Рудар Приједор, Приједор
- ФК Козара Градишка, Градишка
- ФК Слобода Мркоњић Град, Мркоњић Град
- ФК Текстилац, Дервента
- ФК Борац, Шамац
- ФК Слога , Добој
- ФК Подриње, Јања
- ФК Звијезда 09,Етно село Станишић
- ФК Дрина Зворник, Зворник
- ФК Сутјеска Фоча, Фоча
- ФК Славија , Источно Сарајево

## Друга лига Републике Српске у фудбалу
| - Борац, Шамац - БСК, Бања Лука - Модрича Максима, Модрича - Жупа СуперПетрол, Милосавци (Лакташи) - Јединство, Жеравица (Градишка) - Љубић, Прњавор - Младост, Доња Слатина (Шамац) - Лијешће, Лијешће - Лакташи, Лакташи - Озрен, Петрово - Борац, Козарска Дубица - Минерал, Бања Врућица - Омарска, Приједор - Слога, Добој |  | - Локомотива, Брчко - Звијезда, Бргуле (Етно село Станишић - Бијељина) - Јединство, Бродац (Бијељина) - Горица, Пучиле (Бијељина) - Илићка 01, Брчко - Рудар, Угљевик - Младост, Богутово Село (Угљевик) - Гласинац 2011, Соколац - Пролетер Пролетер, Дворови (Бијељина) - Раднички, Каракај - Младост, Рогатица - Вележ, Невесиње - Слога Јунајтед, Бијељина - Фамос, Војковићи (Источно Сарајево) |

## Регионална лига Републике Српске у фудбалу
| - Карановац, Бања Лука - Младост, Сеферовци - Брдо, Хамбарине - Слога, Србац - Слога, Трн (Лакташи) - ОФК Лауш, (Бања Лука) - Дубраве, Дубраве - Раван, Међеђа - Лијевче, Нова Топола - ФСА Приједор - Младост, Котор Варош - Будућност, Бања Лука - Прогрес, Кнежево - Напријед Хоризонт, Бања Лука - Поткозарје, Александровац - Гомионица, Бронзани Мајдан |  | - Скугрић, Скугрић - Врањак, Врањак (Модрича) - Требава, Осјечани - Жељезничар, Добој - Полет 1926, Брод - Хајдук, Баткуша - Наша Крила, Костајница (Добој) - Руданка, Руданка - Будућност, Горња Слатина - Озрен, Пакленица - Посавина, Милошевци - Придјел, Придјел - Црвена Звијезда, Обудовац - Црвена Звијезда, Гајеви |

| - Братство, Братунац - Јединство, Брчко - Пролетер, Јухотина-Јохавац - Губер, Сребреница - Српска варош, Брчко - Мајевица, Лопаре - Подриње, Тршић - Трновица, Трновица - Шековићи, Шековићи - Локањ, Локањ - Јединство Рођевић - Бирач, Дервента - Задругар, Доње Црњелово - Јадран |  | - Вележ, Невесиње - Рудо, Рудо - Херцеговац, Билећа - Стакорина, Чајниче |

## Лига малог фудбала Републике Српске
- Побједник Лиге малог фудбала Републике Српске за такмичарску сезону 2010/11. годину: КМФ Leotar, Требиње

1. Друго мјесто Лиге малог фудбала Републике Српске за такмичарску сезону 2010/11. годину: КМФ Бања Лука, Бања Лука
2. Сезона 2013/2014. Сократес Бања Лука побједник Купа РС у футсалу.[3]

### Прва лига малог фудбала Републике Српске 2014/2015.
- Леотар, Требиње
- Невесиње
- Танго, Источно Сарајево
- Гласинац, Соколац
- Радник Сити, Бијељина
- Добој
- Сократес, Бања Лука
- Челинац

## Навијачи (навијачке групе)
- Alcohol Boys су навијачи ФК Рудар, Приједор
- Лешинари (навијачка група) су навијачи ФК Борац, Бања Лука
- Соколови су навијачи ФК Славија, Источно Сарајево
- Војводе 1990 су навијачи ФК Слога, Добој
- Којоти су навијачи ФК Младост, Гацко
- Лаушанери су навијачи ОФК Лауш, Бања Лука
- Ћумураши су навијачи ФК Рудар, Угљевик
- Вукови су навијачи ФК Дрина, Зворник
- Четници су навијачи ФК Дрина ХЕ, Вишеград
- Жабари су навијачи ФК Козара, Градишка
- Инцидент су навијачи ФК Радник, Бијељина
- Лидерси су навијачи ФК Пролетер, Теслић
- Епидемија су навијачи ФК Модрича Максима, Модрича
- Brutal boys су навијачи ФК Леотар, Требиње
- Плава унија су навијачи ФК Љубић, Прњавор
- Хавери су навијачи ФК Сутјеска, Фоча
- Битанге су навијачи ФК Слога, Трн
- Бели вукови су навијачи ФК Романија, Пале
- Чаробњаци су навијачи ФК Лакташи, Лакташи
- Вандали су навијачи ФК Гласинац, Соколац
- Синдикат су навијачи ФК Илићка 01, Брчко
- Звери су навијачи ФК Борац, Шамац
- Вутраси су навијачи ФК Горица, Шипово
- Џукеле су навијачи ФК Херцеговац, Билећа
- Поскоци су навијачи ФК Жељезничар, Добој
- Громада су навијачи ФК Рекреативо, Бања Лука
- No Name Boys су навијачи ФК Слобода, Нови Град
- Michigan Wolves су навијачи ФК Слобода, Мркоњић Град
- Ђубрад су навијачи ФК Будућност, Бања Лука
- Принчеви су навијачи ФК Младост, Рогатица
- Мрквићи су навијачи ФК БСК, Бања Лука
- Кондори су навијачи ФК Напријед, Бања Лука
- Спартанци су навијачи ФК Слога, Србац
- Творови су навијачи ФК Рудар, Станари
- Громови су навијачи ФК Вележ, Невесиње
- Кенгури су навијачи ФК Руданка, Руданка
- Вукови су навијачи ФК Мајевица, Лопаре
- Гаврани су навијачи ОФК Придјел, Доњи Придјел
- Килерси су навијачи ФК Братства, Братунац